# كارمل تشارلز
كارمل تشارلز (بالإنجليزية: Carmel Charles)‏ هي كاتِبة وكاتبة للأطفال أسترالية، ولدت في 15 يوليو 1912 في بروم ‏ في أستراليا، وتوفيت في 1999 في Derby, Western Australia ‏ في أستراليا.